# Ratte (pomme de terre)
Pour les articles homonymes, voir Ratte (homonymie).
La ratte est une variété française traditionnelle de pomme de terre, considérée comme une pomme de terre « grenaille » et « mitraille », en raison de ses calibres.

## Historique
La ratte, aussi appelée « corne de bélier » est une vieille variété de pommes de terre originaire du Lyonnais et des départements de l'Ardèche et de la Haute-Loire. On ne connaît ni son origine ni son âge exacts. Les plus anciennes traces de cette pomme de terre ont été retrouvées dans d’anciens traités d’horticulture des années 1870 et dans le catalogue de la maison Vilmorin en 1922.
La ratte est inscrite au catalogue officiel des espèces et variétés végétales en France depuis la création de celui-ci, le 1er janvier 1935.
L'origine de la ratte pourrait être une variété traditionnelle danoise, l’« Asparges ».

## Caractéristiques
La ratte fait partie des petites variétés peu productives et résistant mal aux maladies.
Son tubercule est en forme de rein. La ratte n'est pas une variété précoce. Elle est classée dans les demi-tardives (appelées aussi demi-hâtives ou demi-précoces) : plantée de mars à avril après les gelées, elle est récoltée 110 à 120 jours après. Elle présente une chair fine et ferme, de couleur jaune, qui tient bien à la cuisson, avec un rendement faible, mais une bonne conservation et une très bonne qualité culinaire.

## Caractéristiques culinaires
De classe culinaire A, la ratte est une pomme de terre dite "à chair ferme", ce qui signifie qu'elle se tient bien à la cuisson. La ratte est recommandée pour les cuissons à la vapeur, à l'eau, rissolée à la poêle, au micro-ondes et au four.
Le défunt cuisinier Joël Robuchon l'utilisait également dans sa célèbre purée.

## Différentes marques

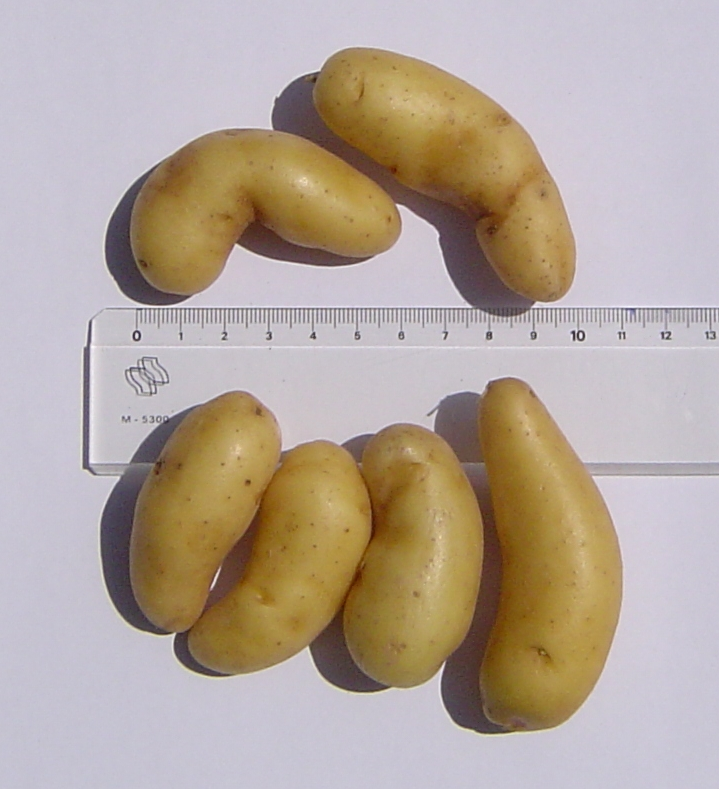
Quelques rattes du Touquet.

### Ratte du Touquet
Cette variété de pomme de terre a un lien avec Le Touquet-Paris-Plage, commune du Pas-de-Calais.
Un fournisseur de pommes de terre de consommation est propriétaire des marques « Ratte du Touquet » et « la Ratte du Touquet », marques déposées à l'Institut national de la propriété industrielle (INPI) sous les numéros 1372305 et 1374657.

### Ratte du Santerre
La « ratte du Santerre », cultivée et commercialisée par la société Bayard de Laucourt (près de Roye dans la Somme) a une forme allongée et incurvée et sa chair est jaune et ferme avec petit goût de noisette. Utilisée pour les cuissons longues, elle est a privilégier pour les salades, la cuisson à la vapeur ou rôtie.

## Pour approfondir